# Chế phẩm EM
Chế phẩm EM (有用・微生物群, "Yūyō・Biseibutsugun") hay EM là công nghệ vi sinh do Teruo Higa người Nhật Bản phát minh. Công nghệ này trở nên nổi tiếng và có ứng dụng rộng rãi ở nhiều nước. Từ công thức của chế phẩm EM, một số chế phẩm tương tự và nội địa hóa đã được sản xuất ở Việt Nam là chế phẩm GEM và VEM

## Tổng quát
Về cơ bản, Teruo Higa nhận thấy có 3 dạng chính của vi sinh vật trong đất có liên quan đến sự phát triển của thực vật thông qua quá trình gọi là cân bằng thổ nhưỡng vi sinh. Chúng liên quan đến Lactobacillus, vi khuẩn tím (PNSB), và nấm men. Ông đã đến nhiều vùng đất khác nhau trên thế giới để thu thập những mẫu đất từ các vùng nông nghiệp phì nhiêu. Sau đó kết hợp ba loại vi sinh vật trong các mẫu của ông. Ngày nay, ông tiếp tục thêm vào Actinomycetes (môn na nấm Ray) hay nấm True Mold (sử dụng tùy theo địa lý, vùng đất và sản phẩm mong muốn). Hỗn hợp (EM-1 hay EMkyusei) được vận chuyển dưới dạng cô đặc. Do đó người sử dụng phải bắt đầu từ bước lên men (việc nhân giống này vì lý do hiệu quả kinh tế) để chuẩn bị hoạt hóa EM

## Ứng dụng nông nghiệp
Hỗn hợp này sau đó được kết hợp theo các công thức đặc biệt để tạo ra Bocashi EM chẳng hạn EM 12412, 12363, 12375. Các Bocashi trên là một thuật ngữ cổ trong tiếng Nhật mà nó có nghĩa là những "hỗn hợp hóa học".
Khi Bocashi EM được bón (tưới) trên đất vườn thì có thể cho kết quả có thể nhận thấy được trong mùa thu hoạch. Thật thú vị hơn khi dùng Bocashi mà ta không cần bón phân hay làm đất khi canh tác. Trong một thời gian xác định có thế nhận thấy hiệu quả rõ rệt.
Trong nhiều năm qua, quá trình này đã được nhân rộng và tái sản xuất. Những lớp vi khuẩn khác nhau có thể được đưa vào một cách trực tiếp (EM1, EM2, EM3, EM4 và EM5) vào đất nông nghiệp.